# Eva Halvarsson
Eva Maria Halvarsson, född 19 september 1962 i Vansbro, är en svensk företagsledare som sedan 2006 är verkställande direktör (VD) för Andra AP-fonden (AP2), en av Europas största pensionsfonder. 

## Uppväxt
Eva Halvarsson växte upp i Vansbro. Hennes far dog när hon var tio år, och hon växte upp nära sin mor och morfar. 16 år gammal flyttade hon hemifrån till gymnasiet i Borlänge. Därefter gick flyttade hon till Göteborg och Handelshögskolan vid Göteborgs universitet.

## Karriär
Eva Halvarsson avlade civilekonomiexamen från Handelshögskolan i Göteborg. Hon började därefter på Skatteförvaltningens traineeprogram innan hon blev departementssekreterare på kommunikationsdepartementet och senare också bolagsförvaltare för vissa av de statliga innehaven. Från 2002 arbetade hon på enheten för statligt ägande på Näringsdepartementet, där hon var ansvarig för att leda förvaltningen av merparten av de statligt ägda bolagen (marknadsvärde 500 miljarder kronor). Hon var också medlem i "Kodgruppen", som tog fram den svenska koden för bolagsstyrning.
Eva Halvarsson påbörjade sin position som VD för Andra AP-fonden i februari 2006. Under hennes ledning har AP2 utvecklats till att bli en av de största pensionsfonderna i norra Europa med nästan 400 miljarder SEK under förvaltning. Fonden är aktiv globalt och har investeringar i nästan alla tillgångsklasser.
År 2017 mottog hon Handelshögskolans medalj, Pro Studio et Scientia. Han invaldes 2018 som ledamot av Ingenjörsvetenskapsakademien.
Under Halvarsson tid som VD investerade Andra AP-fonden tillsammans med tre andra AP-fonder i batteritillverkaren Northvolt. Då batteritillverkaren gick i konkurs förlorade fonderna totalt 5,8 miljarder kronor.

## Styrelseuppdrag
Utöver sitt arbete med AP2, har Eva Halvarsson även andra befattningar. Hon sitter i styrelsen för flera organisationer inklusive Vasakronan AB, Kungliga Operan AB, UN-PRI, WIN WIN Gothenburg Sustainability Award, Engineering Science Academy (IVA), och FinansKompetensCentrum.